# Ga'aš
Ga'aš (hebrejsky גַּעַשׁ, v oficiálním přepisu do angličtiny Ga'ash) je vesnice typu kibuc v Izraeli, v Centrálním distriktu, v Oblastní radě Chof ha-Šaron.

## Geografie
Leží v nadmořské výšce 27 metrů v hustě osídlené a zemědělsky intenzivně využívané pobřežní nížině, respektive Šaronské planině. Východně od obce protéká vádí Nachal Rišpon.
Obec se nachází na břehu Středozemního moře, cca 16 kilometrů severoseverovýchodně od centra Tel Avivu, cca 67 kilometrů jihojihozápadně od centra Haify a 5 kilometry severně od města Herzlija. Ga'aš obývají Židé, přičemž osídlení v tomto regionu je etnicky převážně židovské.
Ga'aš je na dopravní síť napojen pomocí dálnice číslo 2.

## Dějiny
Ga'aš byl založen v roce 1951. Jeho zakladateli byla skupina Židů z Jižní Ameriky napojená na mládežnické hnutí ha-Šomer ha-Ca'ir. Ta již od roku 1948 utvořila přípravnou osadnickou skupinu. Od listopadu 1949 provizorně sídlila poblíž vesnice Bnej Cijon. Slavnostní osídlení kibucu Ga'aš se odehrálo 5. července 1951. Jméno je inspirováno biblí.
Místní ekonomika je založena na zemědělství, průmyslu a turistickém ruchu.

## Demografie
Podle údajů z roku 2014 tvořili naprostou většinu obyvatel v Ga'aš Židé – cca 600 osob (včetně statistické kategorie "ostatní", která zahrnuje nearabské obyvatele židovského původu ale bez formální příslušnosti k židovskému náboženství, cca 700 osob).
Jde o menší sídlo vesnického typu s dlouhodobě mírně rostoucí populací. K 31. prosinci 2014 zde žilo 658 lidí. V roce 2014 populace stoupla o 0,6 %.
| Rok            | 1961 | 1972 | 1983 | 1995 | 2001 | 2003 | 2004 | 2005 | 2006 | 2007 | 2008 | 2009 | 2010 | 2011 | 2012 | 2013 | 2014 |
| -------------- | ---- | ---- | ---- | ---- | ---- | ---- | ---- | ---- | ---- | ---- | ---- | ---- | ---- | ---- | ---- | ---- | ---- |
| Počet obyvatel | 254  | 395  | 539  | 519  | 498  | 509  | 507  | 514  | 515  | 511  | 526  | 579  | 585  | 615  | 630  | 654  | 658  |